# Worakls
Worakls (имя при рождении Кевин Родригес; род. 28 сентября 1988, Париж) — французский диджей и электронный музыкант; в ноябре 2014 года, совместно с коллегами N’to и Joachim Pastor, основал лейбл «Hungry Music»; в обзоре 2015 года, опубликованном в журнале Billboard, композиции Worakls были охарактеризованы как «серьезное техно с легкими штрихами» (англ. serious techno with a light touch), «наполненные сосредоточенной, нервной энергией» (англ. full of focused, nervous energy); использует «прямые отсылки» к работам Бетховена, Баха, Вивальди и Моцарта.

## Альбомы
- «Orchestra» (2019)